# Дроздов, Иван Никандрович
Иван Никандрович Дроздов (19 января 1864, село Погибловка, по другим данным село Княж-Лукояново, Княгининский уезд, Нижегородская губерния — 1 ноября 1937, Горький) — протоиерей Православной Российской Церкви, церковный историк, редактор «Иркутских епархиальных ведомостей» (1905—1916).

## Биография
Родился в семье псаломщика.
Окончил Нижегородскую духовную семинарию (1887) и Казанскую духовную академию со степенью кандидата богословия (1891).
Надзиратель за учениками в Новгородском духовном училище (1891).
Преподаватель по кафедре всеобщей и русской церковной и библейской истории (1892–1915), а также пения (с 1902 года) в Иркутской духовной семинарии, одновременно — в воспитательном заведении Н. П. Трапезникова (1893–1897).
Обвенчан с дочерью священника Клавдией Ивановной Лебедевой, их дети: Вера, Николай, Ольга.
Иерей, настоятель Михаило-Клопского храма при Сибиряковском приюте для бедных в Иркутске (1899).
Преподаватель истории искусств в Иркутской школе рисования (1900), член Восточно-Сибирского отдела Географического общества (1902) и епархиального училищного совета (1903–1907).
Редактор «Иркутских епархиальных ведомостей» (1905), член правления Иркутского фотографического общества (1909) и Иркутской духовной консистории (1912), товарищ председателя Церковно-исторического и археологического общества при Иркутской духовной семинарии, председатель редколлегии «Трудов Иркутской ученой архивной комиссии», протоиерей (1913), передал городским властям свою библиотеку (2000 книг по гуманитарным наукам, в основном на иностранных языках).
Награжден набедренником (1899), скуфьей (1900), камилавкой, наперсным крестом, орденом Святой Анны 3-й степени (1910).
Смотритель Порховского духовного училища (1916). 
В 1918 году член Поместного собора Православной российской церкви от Псковской епархии как заместитель архиепископа Евсевия (Гроздова), участвовал в 3-й сессии, член III, IV, VII, XIII, XXIII Отделов.
В 1920-х годах настоятель храма святителя Николая Чудотворца в городе Сормово Нижегородской губернии.
В 1926 г. по статье 58-10 выслан на 3 года в село Мазунино Сарапульского округа Уральской области.
В 1930-х годах настоятель Богородице-Рождественского (Слободского) храма города Семёнов Горьковской области.
В октябре 1937 году арестован, полностью признал обвинения по статьям 58-10 и 58-11, расстрелян.

## Сочинения
- Прощание семинарской корпорации и корпорации мужского духовного училища с о. ректором семинарии, архимандритом Евсевием // Иркутские епархиальные ведомости. 1897. № 4.
- Святой Лев Великий, его жизнь и творения. Х., 1898.
- Очерки по всеобщей церковной истории. Вып. 1–3. Иркутск, 1899–1907.
- Секта, известная под названием «Еговистов» или «Сионской вести». Иркутск, 1901.
- Святитель Иннокентий, епископ Иркутский. Иркутск, 1903.
- Святитель Иннокентий 1-й, епископ Иркутский. Иркутск, 1903; Иркутское викариатство // Иркутские епархиальные ведомости. 1908. № 1, 3.
- Краткий исторический очерк Иркутской миссии и ее современное положение. Иркутск, 1910.
- Речи // Иркутские епархиальные ведомости. 1911. № 14. С. 353–357; 1912. № 3. С. 52–55.
- 300-летие царствования Дома Романовых; Речь // Иркутские епархиальные ведомости. 1913. № 5.
- Речи // Иркутские епархиальные ведомости. 1913. № 22. С. 793–798; 1914. № 18. С. 607; 1915. № 4. С. 141–143.
- Письмо к о. Феодору // Иркутские епархиальные ведомости. 1917. № 3. С. 118.